# Physcopedaliodes marulla
Physcopedaliodes marulla är en fjärilsart som beskrevs av Otto Thieme 1905. Physcopedaliodes marulla ingår i släktet Physcopedaliodes och familjen praktfjärilar. Inga underarter finns listade i Catalogue of Life.